# Hedkardarspindel
Hedkardarspindel (Archaeodictyna consecuta) är en spindelart som först beskrevs av O. Pickard-Cambridge 1872.  Hedkardarspindel ingår i släktet Archaeodictyna och familjen kardarspindlar. Arten är reproducerande i Sverige. Inga underarter finns listade i Catalogue of Life.